# Pandanus fascicularis
Pandanus fascicularis (sinónimo Pandanus odoratissimus) es una especie de pandanus nativo del sur de Asia, desde el sur de la India hasta Taiwán y la islas Ryukyu al sur del Japón y hasta el sur de Indonesia.
Se trata de un arbusto de flores fragantes cuyo aroma se usa en perfumería como aceite aromático (aceite kevda) y como fragancia, llamada "keorra-ka-arak". Se considera además estimulante y antiespasmódico y se usa para el dolor de cabeza y el reumatismo. Las flores también se usan para aromatizar la comida.

## Historia
Las flores de este árbol aparecen mencionadas varias veces en la mitología hindú. La más conocida es la historia de Brahma en la que aparece como la flor ketaki, que se apareció a Brahma mientras éste buscaba el final del jyotirlinga (la columna de luz) de Shiva, que se había aparecido mientras Brahma y Visnú luchaban para averiguar quien era más poderoso, como se narra en el Shiva purana. La flor ketaki le dijo a Brahma que había sido puesta en la cima de la columna como adorno, lo cual era mentira. Shiva se irritó sobremanera al conocer la historia y maldijo a la flor, por lo cual ésta nunca puede ser ofrecida como ofrenda a Shiva.